# Greci in Italia

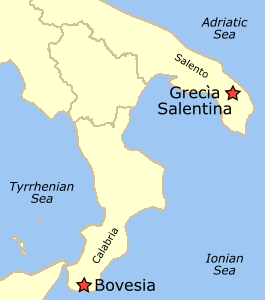
Aree di parlanti greco in Salento e in Calabria.

La presenza greca in Italia ebbe inizio con le migrazioni di mercanti e fondazioni coloniali nell'VIII secolo a.C. 
Oggigiorno vi è una minoranza etnica nota come popolo greco, che vive nelle regioni dell'Italia meridionale di Calabria (Provincia di Reggio Calabria) e Puglia, specialmente nella penisola del Salento, in quella che era l'antica Magna Graecia, e che parla un dialetto proprio chiamato Dialetto grico o semplicemente Griko. Si ritiene che essi siano i discendenti delle antiche e medievali comunità greche e comunità greche medievali, che hanno vissuto nel meridione d'Italia per secoli.
Una comunità greca è esistita a lungo pure in Venezia, il centro attuale dell'Arcidiocesi greco-ortodossa d'Italia e Malta, che inoltre fu una provincia bizantina fino al X secolo e che tenne i territori di Morea e Creta fino al XVII secolo. Insieme a questo gruppo un numero minore di più recenti migranti dalla Grecia vive in Italia, formando una comunità espatriata nel Paese. Oggi numerosi greci nel sud dell'Italia seguono costumi e cultura italiani, sperimentando l'assimilazione.

## Antichità

Diaspora Greca del VI secolo a.C.

Nei secoli VIII e VII a.C., per varie ragioni, comprese crisi demografiche (carestia, sovrappopolazione, cambi climatici, etc.), la ricerca di nuovi sbocchi commerciali e porti, e l'espulsione dalla loro patria, i Greci iniziarono un'ampia via di colonizzazione, compresa l'Italia meridionale.
Allo stesso tempo, si stabilirono colonie greche in luoghi molto lontani come la costa orientale del Mar Nero e a Massalia (Marsiglia). Esse comprendono insediamenti in Sicilia e sulle aree costiere della parte meridionale della penisola italiana. I Romani chiamarono l'area della Sicilia e il piede dello stivale italiano Magna Graecia (Lingua latina, "Grande Grecia"), poiché essa era densamente popolata da greci. Gli antichi geografi erano in disaccordo sul fatto che il termine comprendesse anche la Sicilia o solo l'Apulia e la Calabria — Strabone era il più eminente sostenitore della definizione più ampia. 

## Medioevo
Francisco Maurolico, figlio di profughi greci da Costantinopoli, diffuse un interesse nella teoria dei numeri attraverso i suoi studi di aritmetica in due libri pubblicati nel 1575 dopo la sua morte. Thomas Flanginis (c. 1578–1648) un benestante avvocato e mercante greco a Venezia, fondò la scuola Flangiana, una scuola greca dove venivano preparati molti insegnanti.
Durante l'Alto Medioevo, nuove ondate di greci bizantini giunsero nella Magna Grecia dalla Grecia e dall'Asia Minore, mentre l'Italia rimase governata dall'Impero bizantino. Sebbene la gran parte dei Greci che abitavano l'Italia meridionale si fosse de-ellenizzata e non parlasse più il greco, rimarchevolmente una piccola minoranza parlante il Griko esiste ancora oggigiorno in Calabria e principalmente nel Salento. Griko è il nome di una lingua che mescola elementi dell'antico Dorico, del greco bizantino e delliitaliano, parlato da persone che vivono nella regione della Magna Grecia. Vi è una ricca tradizione orale e un folklore Griko, oggi limitata, benché una volta numerosa, a sole poche migliaia di persone, la maggior parte delle quali sono state "assorbite" dagli elementi italiani circostanti; memorie della Magna Grecia risalgono prevalentemente alle date della parlata greca dell'XI secolo (la fine dell'Impero Bizantino, comunemente noto come Impero Romano d'Oriente).
La migrazione degli studiosi greco-bizantini e di altri emigrati da Bisanzio durante il declino dell'Impero bizantino (1203–1453) e principalmente dopo la caduta di Costantinopoli nel 1453 fino al XVI secolo, è considerata dagli studiosi moderni cruciale nella ripresa degli studi, arti e scienze dell'Antica Grecia e dell'Antica Roma e di conseguenza nello sviluppo dell'Umanesimo. Questi emigrati erano grammatici, umanisti, poeti, scrittori, tipografi, professori, musicisti, astronomi, architetti, accademici, artisti, scrittori, filosofi, scienziati, politici e teologi.
Nei successivi decenni gli Ottomani conquistarono Costantinopoli e molti Greci iniziarono a sistemarsi nei territori della Repubblica di Venezia, inclusa Venezia stessa. Nel 1479 vi erano tra i 4000 e i 5000 Greci residenti a Venezia. Per di più vi era una delle maggiori comunità economiche greche in quel tempo, al di fuori dell'Impero Ottomano. Nel novembre 1494 i Greci residenti a Venezia chiesero l'autorizzazione, che venne loro accordata, di fondare una confraternita, la Scuola dei Greci, una società filantropica e religiosa che aveva il proprio comitato e uffici per rappresentare gli interessi della fiorente comunità greca. Ciò fu il primo riconoscimento ufficiale dello status giuridico della colonia greca da parte delle autorità veneziane.
Nel 1539 ai Greci di Venezia fu consentito di iniziare a costruire una loro chiesa propria di rito ortodosso, la chiesa di San Giorgio dei Greci, che si trova ancora ai nostri giorni nel centro di Venezia al Rio dei Greci.

## Italia moderna
Sebbene la maggior parte degli abitanti dell'Italia meridionale si fosse completamente latinizzata durante il medioevo (come molte antiche colonie quali Paestum lo erano già state nel IV secolo a.C.), brani della cultura e del linguaggio greci rimasero e sono sopravvissuti fino ai tempi moderni. Ciò è dovuto al fatto che le rotte di migrazione tra il meridione d'Italia e la Grecia continentale non hanno mai cessato di esistere.
Ad esempio, i Greci cercarono rifugio nella regione nei secoli XVI e XVII a seguito della conquista del Peloponneso da parte dei Turchi Ottomani, specialmente dopo la caduta di Corone (1534).
I Greci di Coroni - detti Coroniani – appartenevano alla nobiltà e portavano con sé sostanziali proprietà mobiliari. Ad essi erano riconosciuti speciali privilegi ed erano esentati dal pagamento delle imposte. Un'altra parte dei Greci che si trasferirono in Italia provenivano dalla regione del Peloponneso di Maina. I Manioti erano famosi per le loro orgogliose tradizioni militari e per le loro sanguinose vendette (un'altra parte di questi Greci si trasferì in Corsica).
Quando i fascisti italiani salirono al potere nel 1922, essi perseguirono in Italia i parlanti la lingua greca. Oggi gli Italiani di lingua greca fanno parte dell'Atlante delle lingue del mondo in pericolo dell'UNESCO.

## I Griko
I Griko sono una popolazione in Italia di origine greca che si trova ancora oggi nelle regioni italiane di Puglia e Calabria. I Griko parlano tradizionalmente il dialetto grico, una forma della lingua greca che mescola elementi dell'antico Dorico e del Greco bizantino. Taluni ritengono che le origini del linguaggio Griko possano infine essere trovate nelle colonie della Magna Grecia. I greci erano l'elemento dominante della popolazione in alcune regioni del Meridione d'Italia, specialmente in Calabria, Salento, parti della Lucania e Sicilia fino al XII secolo. Dopo alcuni secoli i Griko erano stati influenzati dalla Chiesa Cattolica e dalla cultura latina per cui molti Griko divennero ampiamente assimilati nel mainstream della cultura italiana, sebbene una volta numerosi, i Griko erano ora limitati, la maggior parte di essi essendo stati assorbiti dagli elementi circostanti.
La lingua Griko è gravemente danneggiata a causa del passaggio alla lingua italiana ed alla migrazione interna nelle città nei recenti decenni. La comunità Griko è attualmente stimata in circa 60 000 membri.

## Immigranti

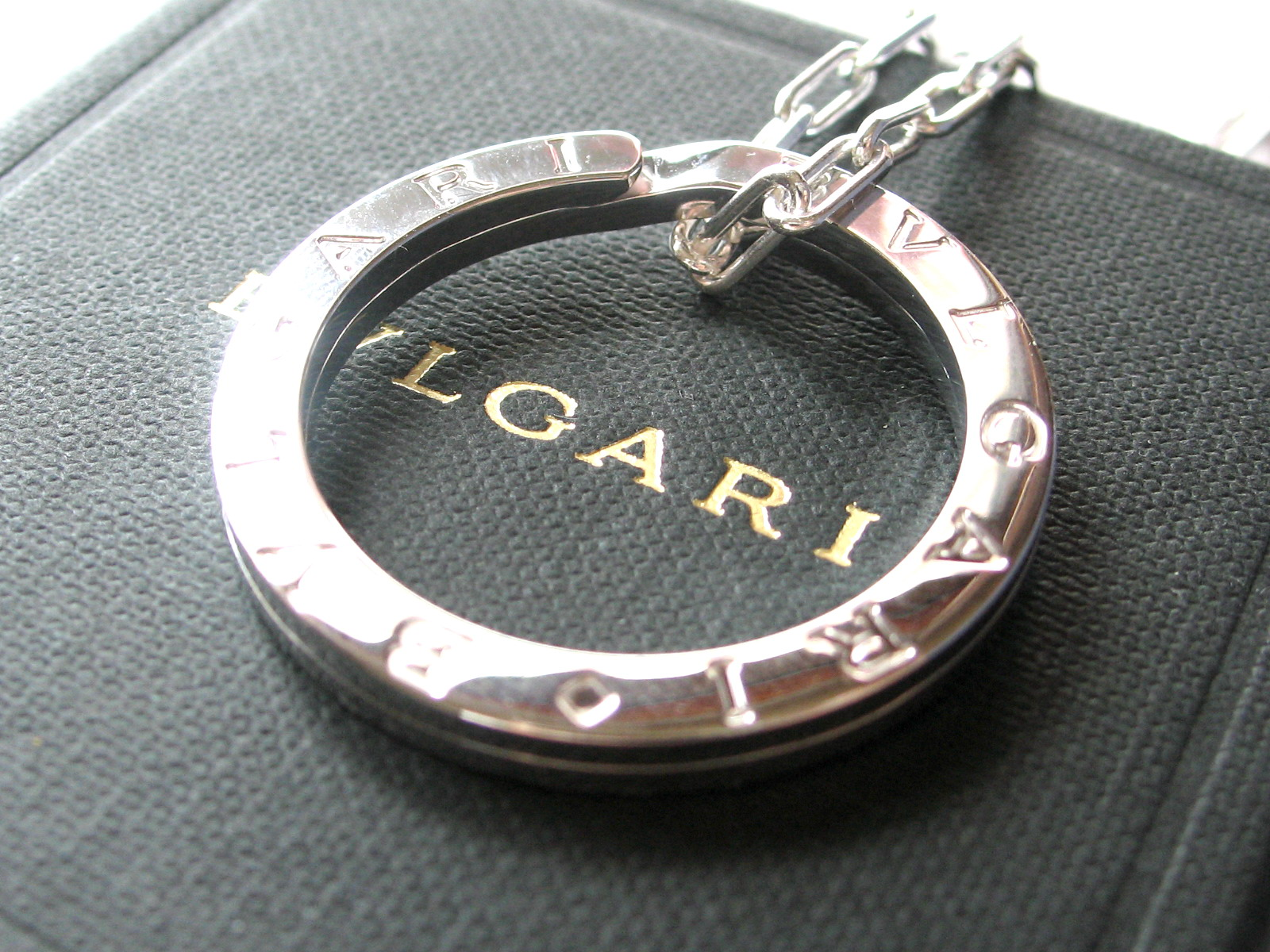
Il marchio Bulgari fu fondato da Sotirio Bulgari, un immigrato greco in Italia

Dopo la Seconda Guerra mondiale, un gran numero di greci lasciò la propria patria e emigrò all'estero, in gran parte negli Stati Uniti d'America, in Canada, Australia, Nuova Zelanda, nel Regno Unito, in Argentina, Brasile, Norvegia, Germania, negli Emirati Arabi Uniti e in Singapore. Comunque, un minor numero di migranti della diaspora dalla Grecia entrarono in Italia dalla Seconda guerra mondiale in avanti così che oggi la comunità greca in Italia consiste in circa 30 000 persone, la maggior parte delle quali si trovano a Roma e nell'Italia centrale.

## Greci famosi in Italia
- Nicholas Kalliakis, filosofo (1645-1707)
- Andreas Musalus, matematico e filosofo (1665-1721)
- Simone Stratigo, matematico ed esperto in scienze naturali (1733–1824)
  - Ugo Foscolo, scrittore, rivoluzionario e poeta (1778–1827)
- Constantino Brumidi, pittore storico (1805-1880)
  - Matilde Serao, giornalista e romanziera (1856–1927)
- Sotirios Bulgaris, fondatore della gioielleria Bulgari (1857-1932)
- Demetrio Stratos, cantante (1945–1979)
  - Antonella Lualdi, attrice e cantante (1931)
  - Sylva Koscina, attrice (1933)
- Fiorella Kostoris, economista (1945)
- Antonella Interlenghi, attrice (1960)
- Anna Kanakis, attrice e modella (1962)
  - Valeria Golino attrice (1965)
- Virginia Sanjust di Teulada, annunciatrice televisiva (1977)
- Nicolas Vaporidis, attore (1982)
- Chiara Gensini, attrice (1982)
- Ria Antoniou, modella e attrice (1988)
- Ludovica Caramis, modella (1991)
- Kostas Manolas, calciatore (1991)